# Michel Swiatopelk-Czetwertynski
Michel Felix Swiatopelk-Czetwertynski (Warschau, 20 november 1938) was een Belgisch ambassadeur.

## Familie
Michel Felix Czetwertynski stamt uit de eeuwenoude Poolse familie Swiatopelk-Czetwertynski en is de oudste zoon van prins Jerzy Konrad Vincenz (1907-1977) en gravin Roza Zoltowska (1909-1997). De familie had zwaar te lijden omwille van haar verzet tegen nazi-Duitsland en tegen de Sovjet-Unie. Verschillende leden vluchtten uit Polen, onder wie het gezin van Jerzy Czetwertynski, dat zich in België vestigde en de Belgische nationaliteit aannam.
Czetwertynski trouwde met Kristina Sigurdsson fra Vedramoti en trad in een tweede huwelijk met Françoise Latour. Uit zijn eerste huwelijk heeft hij twee zonen:
- Alexandre Wladimir (Alex) Swiatopelk-Czetwertynski (Brussel, 27 december 1975), filmmaker en producent; trouwde met Christine Renée Harrington en woont in Venice (Californië).
- Constantin Nicolas (Tinko) Swiatopelk-Czetwertynski (Brussel, 20 februari 1978), fotograaf die in Parijs woont. Hij trouwde in 2012 met prinses Paola Maria Sapieha de Bourbon.

In tegenstelling tot zijn zoons is hij niet in de Belgische adel opgenomen. Men moet als Belg geboren zijn om erkenning voor de Raad van Adel te kunnen aanvragen; een verzoek om inlijving heeft hij tot op heden niet gedaan.

## Diplomaat
Czetwertynski was Belgisch diplomaat van 1968 tot 2003. Hij vertegenwoordigde België in Bangladesh, Nigeria en Brazilië. Hij was ambassadeur in Libanon van 22 december 1997 tot 1998, in Cyprus van 1998 tot 2000 en in Portugal van 12 augustus 2000 tot 10 oktober 2003.
Bij koninklijk besluit van 19 februari 2003 is hij gemachtigd de eretitel van ambassadeur te dragen. Hij is sinds 2002 grootofficier in de Orde van Leopold II.
Na 2003 werd hij zelfstandig consulent voor buitenlandse investeringen in Centraal- en Oost-Europa.